# Đại Hoàng
	Đại Hoàng		là một xã thuộc tỉnh Ninh Bình, Việt Nam.

## Địa lý

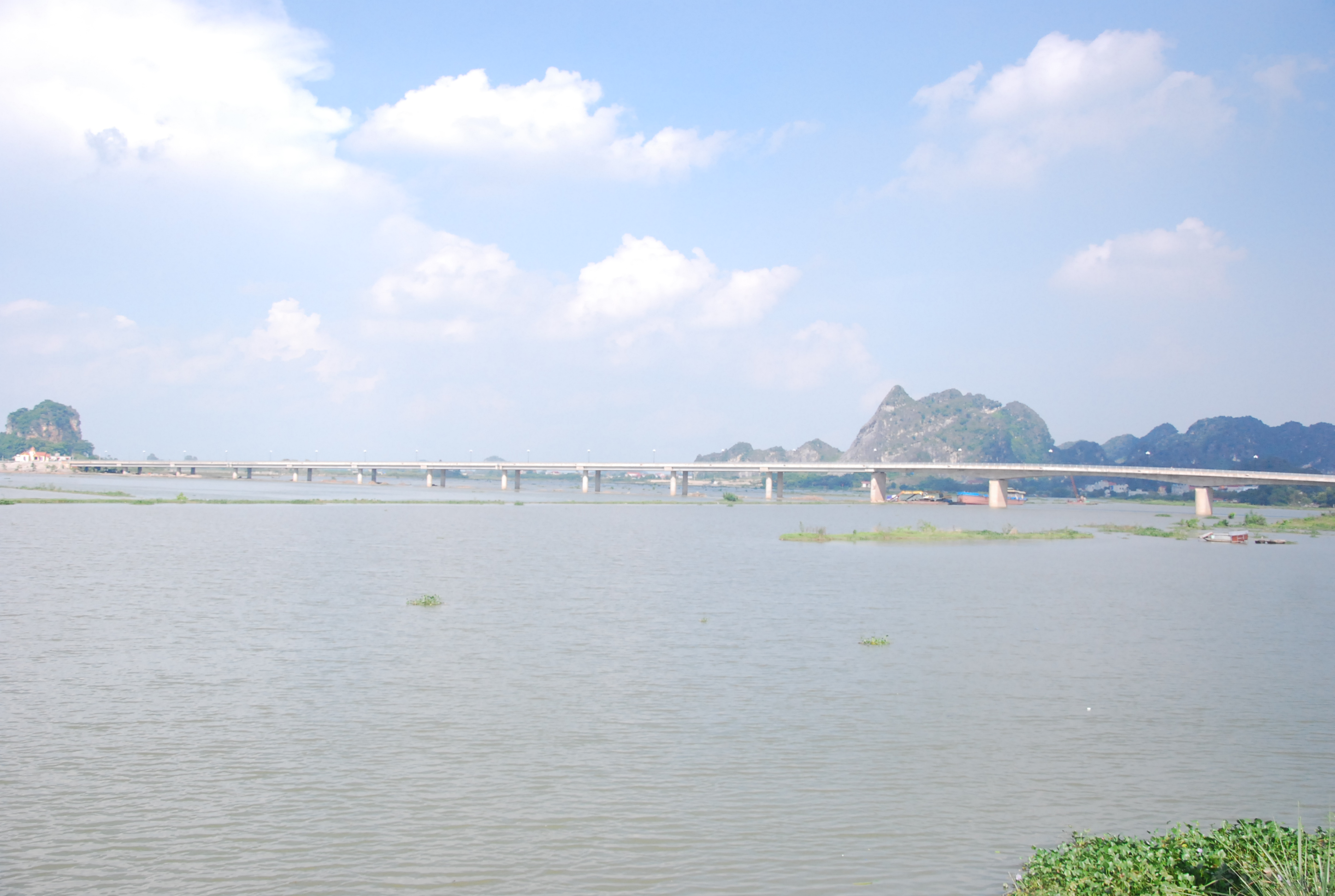
Cầu Trường Yên qua sông Hoàng Long nối xã Đại Hoàng với phường Tây Hoa Lư

Trụ sở xã nằm cách phường Hoa Lư - trung tâm tỉnh lỵ Ninh Bình 16 km về phía Tây Bắc, có vị trí địa lý:
- Phía đông giáp xã Gia Vân.
- Phía tây giáp xã Gia Phong.
- Phía nam giáp phường Tây Hoa Lư.
- Phía bắc giáp xã Gia Viễn.

Xã Đại Hoàng	có diện tích:	23,75	km², 	dân số:	23.848	người, mật độ dân số: 	1004	người/km². 	Đây là đơn vị có diện tích xếp thứ:	85	, số dân xếp thứ: 	105	và mật độ dân số xếp thứ: 	93	trong số 129 xã, phường ở Ninh Bình. 
Xã này nằm trên Quốc lộ 37C, quốc lộ 21C (đường Bái Đính - Ba Sao) và cũng là nơi có sông Hoàng Long chảy qua.
Đại Hoàng là vùng đất cổ bên sông Hoàng Long, nơi đây có làng Đại Hữu quê hương của Vua Đinh Tiên Hoàng và làng Điềm Xá là nơi sinh ra Đức thánh Nguyễn.

## Lịch sử
Theo Nghị quyết số 1674/NQ-UBTVQH15 ngày 16/6/2025 về sắp xếp các đơn vị hành chính cấp xã của tỉnh Ninh Bình năm 2025, Theo đó, sắp xếp toàn bộ diện tích tự nhiên, quy mô dân số của các xã Tiến Thắng (huyện Gia Viễn), Gia Phương và Gia Trung thành xã mới có tên gọi là xã Đại Hoàng.

## Di tích - danh thắng

### Chùa Kỳ Lân
Chùa Kỳ Lân còn gọi là chùa Hang ở trong hang núi Kỳ Lân nằm bên sông Hoàng Long cụt. Núi Kỳ Lân gắn liền với truyền thuyết về Đinh Bộ Lĩnh. Trên lưng chừng núi là mộ tổ phát tích của Đinh Công Trứ và dòng họ Đinh Bộ Lĩnh.
Động Kỳ Lân có độ cao so với chân núi gần 40 mét. Đây là động dài khoảng 100 mét, rộng 40 mét, là động thông xuyên qua núi. Trong động có nhiều nhũ đá đẹp, có lối lên trời, có lối xuống "âm phủ", bởi từ giữa động có khoảng trống cao hun hút lên đến đỉnh núi lộ thiên, lại có hố sâu thẳm đên chân núi, tạo ra âm dương đối đãi, cân bằng. Có lẽ, chính vì vậy người xưa đã biến động thành chùa. Trong "chùa" có xây bệ và đặt các tượng Phật.

### Đền thờ Đinh Bộ Lĩnh
Đền Đinh Bộ Lĩnh ở xã Gia Phương còn có tên là đền Văn Bòng, là nơi thờ trên quê gốc của Vua. Đền nằm ở giữa con đường lịch sử có tên gọi đường Vua Đinh, nối cố đô Hoa Lư qua sông Hoàng Long tới động Hoa Lư

### Nhà thờ họ Nguyễn
Di tích Khởi Nguyên Đường là nơi thờ thủy tổ họ Nguyễn Việt Nam, tức Nguyễn Bặc, tại đây còn có mộ và đền thờ Nguyễn Bặc đã được xếp hạng di tích quốc gia.

### Đền Thánh Nguyễn

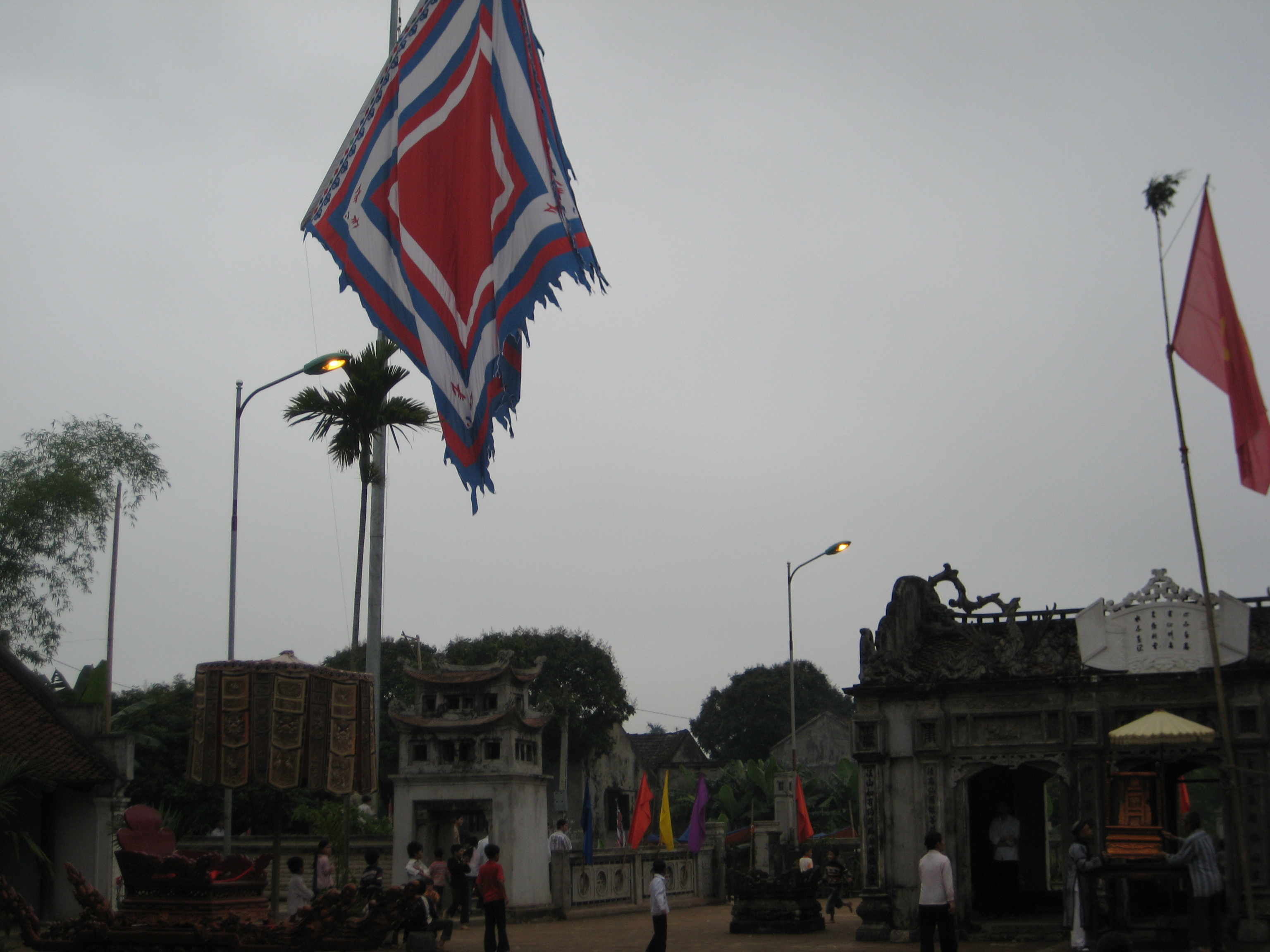
Đền Thánh Nguyễn trên quê hương ông - Gia Viễn - Ninh Bình

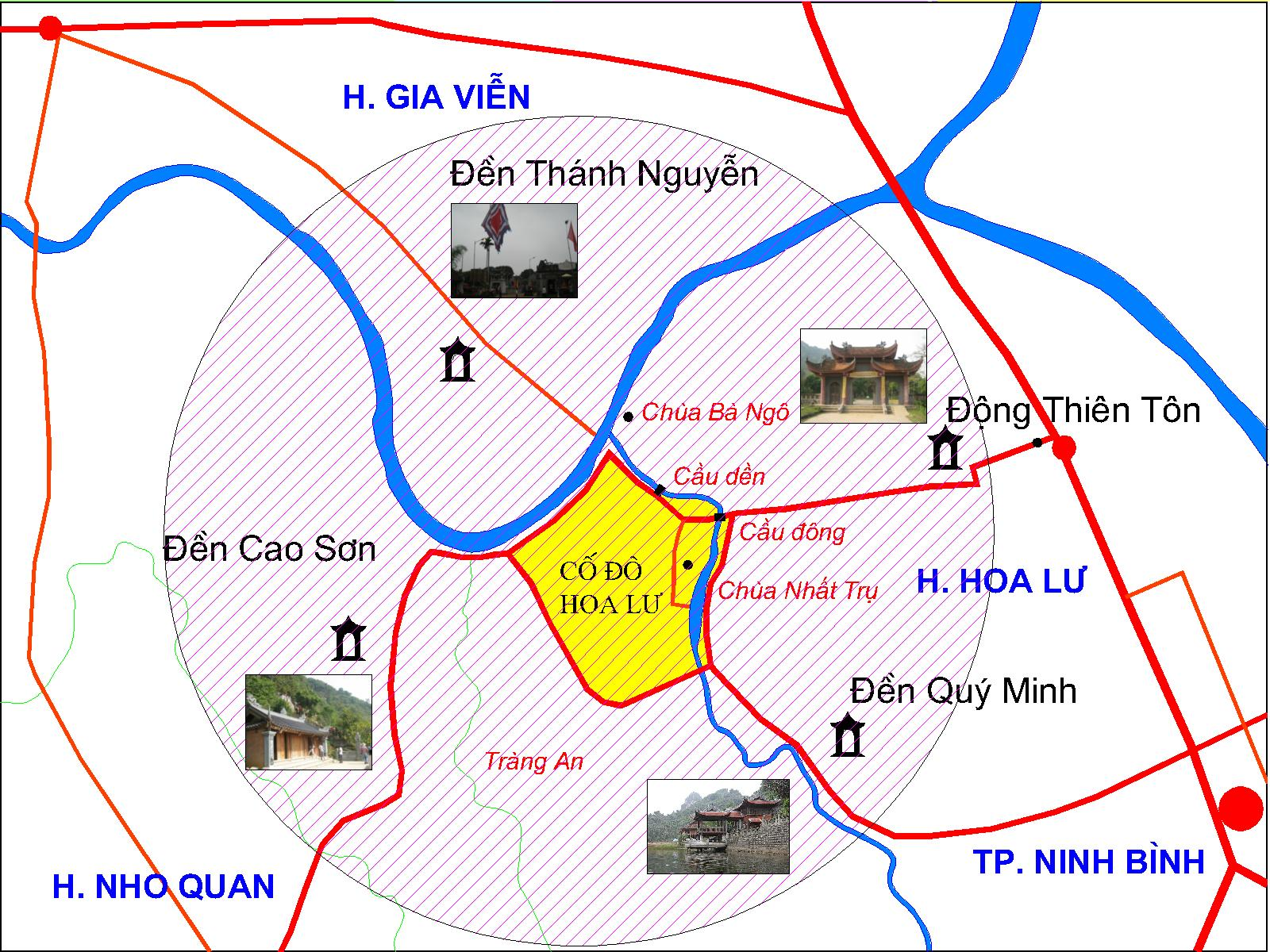
Đền Thánh Nguyễn trong không gian Hoa Lư tứ trấn

Đền Thánh Nguyễn là một di tích kiến trúc nghệ thuật và cũng là nơi thờ vị thần trấn bắc Hoa Lư tứ trấn. Lễ hội đền Thánh Nguyễn diễn ra từ ngày 8 đến ngày 10 tháng 3 âm lịch. Đây là dịp nhân dân địa phương tri ân đức Thánh Nguyễn Minh Không. Trong phần lễ chính cũng có tục rước nước từ sông Hoàng Long về đền; tế lục khúc, tế nam quan, nữ quan; phần hội có tổ chức các trò chơi dân gian như kéo co, chọi gà, cờ 32 quân, cờ người…

### Núi Cắm Gươm
Tiến Thắng nằm bên sông Hoàng Long gắn với truyền thuyết Rồng vàng cõng Vua, bên sông này có núi Kiếp Lĩnh còn gọi là núi Cắm Gươm là một di tích lịch sử văn hóa gắn với truyền thuyết Đinh Bộ Lĩnh khi bị người chú đuổi chạy đến đây thì dưới sông có rồng vàng hiện lên chở qua sông. Từ đó sông mang tên Hoàng Long, con đường Vua chạy được gọi là đường Vua Đinh.